# Mordellistenoda donan
Mordellistenoda donan es una especie de coleóptero de la familia Mordellidae.

## Distribución geográfica
Habita en  Japón.